# Fontenay, Manche
Fontenay är en kommun i departementet Manche i regionen Normandie i norra Frankrike. Kommunen ligger i kantonen Mortain som tillhör arrondissementet Avranches. År 2018 hade Fontenay 318 invånare.

## Befolkningsutveckling
Antalet invånare i kommunen Fontenay
| Referens: INSEE |